# Luteoviridae
La famiglia dei luteoviridae raggruppa dei virus con particelle icosaedriche di 25-30 nm di diametro prive di involucro e con una molecola di ssRNA lineare a polarità positiva costituita da 5500-7000 nucleotidi. Non si moltiplicano all'interno dell'afide vettore, ma vi persistono.

## Sottogeneri

### Enamovirus
Privi di proteine VPg.

### Luteovirus
Privi di VPg.

### Polerovirus
Nell'RNA si reova una proteina VPg in corrispondenza dell'estremità 5'.